# 元町夏央
元町 夏央（もとまち なつお）は、日本の漫画家。女性。代表作に『あねおと』『ふわり!』。

## 経歴
2000年、「橙」でアフタヌーン四季賞春のコンテスト四季大賞を受賞しデビュー。2005年、「包帯」で第57回小学館新人コミック大賞青年部門入選を受賞。『ビッグコミックスピリッツ』（小学館）などに短編や短期連載を掲載した。
2009年 - 2011年、『A-ZERO』、同誌休刊後は『漫画アクション』（いずれも双葉社）で、里子として引き取られたことにより突然姉弟となった少年・少女とその家族を描いた『あねおと』を連載。2010年には『月刊!スピリッツ』（小学館）において、人力飛行機製作チームと出会った青年の奮闘を描く『ふわり!』を連載した。
2011年、東日本大震災に伴う原発事故をきっかけに、夫の一色登希彦と共に、生まれ育った東京から三重県に転居。その顛末を描く漫画「東京を脱出してみたよ!」を『月刊!スピリッツ』2013年4月号より連載。また『ジャンプ改』2014年3月号より、紀伊半島の小さな集落に東京から引っ越してきた夫婦を主人公にした「南紀の台所」の連載も開始した。
2014年、転居先の紀北町が「南紀の台所」の評判に着目し、地元観光ガイドブック制作を元町と一色に依頼。「南紀の台所」の主人公らが観光スポットを案内する内容で、1万部が配布されることになった。
2016年、一色と離婚。2017年、奈良県東吉野村に移住。同年と2018年、近畿日本鉄道の奥大和キャンペーンのイラストを制作。

## 作品リスト

### 漫画作品
- 『中央線ドロップス』双葉社〈アクションコミックス〉連作短編集（『A-ZERO』No.1（2008年7月） - No.7（2009年1月）） - 2009年3月発売、ISBN 978-4-575-83597-7
- 『あねおと』双葉社〈アクションコミックス〉全4巻（『A-ZERO』No.9（2009年3月） - No.12（2009年6月）→『漫画アクション』2009年21号（10月） - 2011年11号（5月））
  1. 2010年2月発売、ISBN 978-4-575-83735-3
  2. 2010年8月発売、ISBN 978-4-575-83807-7
  3. 2010年11月発売、ISBN 978-4-575-83845-9
  4. 2011年7月発売、ISBN 978-4-575-83935-7
- 『熱病加速装置』小学館〈ビッグコミックス〉短編集 - 2009年11月発売、ISBN 978-4-09-182810-1
- 『九段坂下クロニクル』小学館〈イッキコミックス〉全1巻（アンソロジー、共著：一色登希彦ほか） - 2009年11月発売、ISBN 978-4-09-188489-3
- 『遊霊少女 凛』ぶんか社 単行本未刊行（『ホラーM』2009年6月号 - 不定期連載）
- 『ふわり!』小学館〈ビッグコミックス〉全2巻（『月刊!スピリッツ』2010年1月号 - 同年10月号）
  1. 2010年6月発売、ISBN 978-4-09-183270-2
  2. 2010年11月発売、ISBN 978-4-09-183518-5
- 『蜜ノ味』祥伝社〈FEELコミックス〉全1巻（『FEEL YOUNG』2011年10月号 - 2012年3月号） - 2012年5月8日発売、ISBN 978-4-39-676548-4
- 『東京を脱出してみたよ!』小学館〈ビッグコミックス〉全1巻（『月刊!スピリッツ』2013年4月号 - 2014年7月号）
  1. 脱出編 2014年2月発売、ISBN 978-4-09-185892-4
- 『南紀の台所』集英社〈ヤングジャンプコミックス〉全4巻（『ジャンプ改』不定期掲載を経て2014年3月号より連載、同誌休刊に伴い2014年12月より『グランドジャンププレミアム』で連載）
  1. 2014年6月発売、ISBN 978-4-08-879851-6
  2. 2015年1月発売、ISBN 978-4-08-890017-9
  3. 2015年10月発売、ISBN 978-4-08-890309-5
  4. 2016年10月発売、ISBN 978-4-08-890545-7
- 『虹浜ラブストーリー』（原作：柴門ふみ）講談社〈モーニングKC〉全2巻（『マンガボックス』2015年17号 - 2016年27号）
  1. 上 2016年3月発売、ISBN 978-4-06-377382-8
  2. 下 2016年7月発売、ISBN 978-4-06-388629-0
- 『紀伊半島 海町ごはん』芳文社〈芳文社コミックス〉全1巻（『いただき〼幸せごはん』ほか、2016年9月 - 2017年12月） - 2018年1月25日発売[9][10]、ISBN 978-4-8322-3593-9
- 『14歳の里山レシピ 東吉野で、いただきます。』ぶんか社〈ぶんか社グルメコミックス〉既刊2巻（『ごはん日和』Vol.2（2016年12月） - 連載中）
  1. 2018年11月14日発売[11]、ISBN 978-4-8211-3722-0
  2. 2021年3月13日発売、ISBN 978-4-8211-2761-0
- 『卍』（原作：谷崎潤一郎）集英社〈ヤングジャンプコミックス〉全2巻（『グランドジャンプめちゃ』2018年6月30日号、「めちゃコミック」内「グランドジャンプめちゃ」2018年5月30日 - 11月9日更新分）
  1. 2018年11月19日発売[12]、ISBN 978-4-08-891134-2
  2. 2019年9月19日発売[13]、ISBN 978-4-08-891374-2